# دوغلاس مينيرو
دوغلاس مينيرو (بالإسبانية: Douglas Starnley Ferreira)‏ هو لاعب كرة قدم أوروغواياني في مركز الوسط، ولد في 11 فبراير 1993 في Nova Era ‏ في البرازيل. لعب مع أتيناس دي سان كارولس.

## وصلات خارجية
- دوغلاس مينيرو على موقع قاعدة بيانات كرة القدم.إي يو (الإنجليزية)
- دوغلاس مينيرو على موقع Soccerway.com (الإنجليزية)